# Cratere Eil
Eil  è un cratere sulla superficie di Marte.